# Verds-Greens-Verdes del Mediterráneo
Verds-Verdes-Greens del Mediterráneo fue un partido político español de carácter ecologista cuyo ámbito de actuación era la Comunidad Valenciana. Forma parte de la Mesa de Unidad de los Verdes.
Propugnaban la formación de un partido autónomo alejado de pactos tanto con Esquerra Unida como con el BLOC.
Se presentó a las elecciones generales de 2008 junto con el Partido Gaia bajo las siglas de Los Verdes-Grupo Verde
En las elecciones al Parlamento Europeo de 2009, Verds-Verdes-Greens del Mediterráneo fue uno de los integrantes de la candidatura Los Verdes - Grupo Verde Europeo (LV-GVE), que promovía la Mesa de Unidad de los Verdes, siendo la portavoz del partido, Kristien Lesage, la número uno de la candidatura. LV-GVE obtuvo 13.441 votos en la Comunidad Valenciana (0,72% de los votos a candidaturas), siendo la sexta candidatura más votada en dicha comunidad.
El 6 de febrero de 2010 se produjo la fusión de este partido con Los Verdes Ecopacifistas, tomando la nueva formación el nombre de esta última.